# NIBニューススポット
『NIBニューススポット』（エヌ・アイ・ビィー ニューススポット）とは、長崎国際テレビで毎日夜に帯で放送されているローカルニュース番組（スポットニュース）である。

## 放送時間
- 火曜日 - 日曜日 20:54 - 21:00
- スペシャル番組の場合 1:59 - 2:04（JST）

## キャスター
すべてNIBのアナウンサーが担当。

## タイムテーブル
- 20:54:00 SB
- 20:55:00 オープニング・提供出し
- 20:55:10 挨拶・ローカルニュース
- 20:57:55 CM
- 20:58:25 天気予報
- 20:58:50 提供出し・エンドフリップ

## 備考
- オープニング・エンドフリップのCGは4:3比のものである。
- ニュース項目のテロップは濃いめの青を基本としている。また、右上表示もあるが、アニメーションは無い。

| 長崎国際テレビ 夜のローカルニュース | 長崎国際テレビ 夜のローカルニュース | 長崎国際テレビ 夜のローカルニュース |
| 前番組                              | 番組名                              | 次番組                              |
| ----------------------------------- | ----------------------------------- | ----------------------------------- |
| （開局前につきなし）                | NIBニューススポット                 | -                                   |

| スタブアイコン | サブスタブ | この項目は、まだ閲覧者の調べものの参照としては役立たない、テレビ番組に関連した書きかけの項目です。この項目を加筆・訂正などしてくださる協力者を求めています（P:テレビ/PJ:放送または配信の番組）。 |